# Gaius Maesius Titianus
Gaius Maesius Titianus war ein römischer Politiker und Senator.
Titianus entstammte einer Familie, die zahlreiche Beamte in der höchsten Reichsverwaltung stellte. Von Titianus ist nur das Konsulat bekannt, das er im Jahr 245 zusammen mit Kaiser Philippus Arabs bekleidete.
Eventuell ist Titianus mit Gaius Maesius Aquillius Fabius Titianus identisch, der auf einer Inschrift aus Thermae Himeraeae clarissimus vir und consul genannt wird und der seinerseits der Sohn von Maesius Fabius Titianus, einem clarissimus puer von 197 oder 198 sein könnte. Möglicherweise ist Titianus auch identisch mit dem gleichnamigen Konsular und Vater des Patriziers Titianus einer Inschrift ebenfalls aus Thermae Himeraeae.